# Lei Butler
Lei Butler (em inglês, Butler Act) foi uma lei polêmica do estado norte-americano do Tennessee que foi assinada pelo governador Austin Peay e entrou em vigor em 13 de março de 1925, proibindo professores de escolas públicas de negar o relato bíblico da origem da humanidade e ensinar evolucionismo nas escolas públicas do Estado, sob pena de multas entre US$ 100 e US$ 500. A lei recebeu esse nome em homenagem ao deputado estadual e fazendeiro John Washington Butler, que propôs a lei.
A lei foi contestada mais tarde naquele ano em um famoso julgamento na cidade de Dayton, no Tennessee, chamado de Julgamento de Scopes (conhecido também como o Julgamento do Macaco). Durante o julgamento, Butler afirmou à imprensa: "Nunca imaginei que meu projeto de lei faria barulho. Só pensei que se tornaria uma lei que todos iriam cumpri-la e que não ouviríamos mais nada sobre evolução no Tennessee".
A Lei Butler não foi mudada até 1967, quando o professor Gary L. Scott, da cidade de Jacksboro, que havia sido demitido por violação da lei, entrou com uma ação judicial pedindo por reintegração, citando seu direito da Primeira Emenda à liberdade de expressão. Embora sua demissão tenha sido revogada, Scott continuou sua luta com uma ação coletiva no Tribunal Federal Distrital de Nashville, buscando um mandado de segurança permanente contra a aplicação dessa lei. Três dias depois, um projeto de lei para revogar a Lei Butler foi aprovado pelo legislativo do Tennessee e sancionado em 18 de maio pelo governador Buford Ellington, entrando em vigor em 1 de setembro de 1967. Um ano depois, no caso Epperson v. Arkansas, a Suprema Corte dos Estados Unidos considerou todas as leis proibindo o ensino da evolução como inconstitucionais por considerar que elas possuem a intenção de proteger uma visão religiosa específica, violando a cláusula de estabelecimento da Primeira Emenda à Constituição dos Estados Unidos.